# 산곡천
산곡천(山谷川)은 인천광역시 부평구 산곡동 호봉산에서 발원하여 청천동에서 굴포천으로 합류하는 하천으로, 총 길이는 2.19 km이다. 부평 미군기지 안에서 복개가 시작되어 부대 옆을 흐르는 구간을 제외한 대부분의 구간이 복개되었다. 인천광역시에 의하여 1997년 하수도로 지정되어 법적으로는 하천이 아니며, 최상류 계곡부를 제외하고 현재 복개되지 않고 남아 있는 부분은 0.2 km 정도이다.